# Franco Piavoli
Franco Piavoli, född 21 juni 1933 i Pozzolengo, Brescia, Lombardiet, är en italiensk filmskapare. Han är känd för sina känslomässigt drivna filmer med fokus på natur där han själv sköter de flesta A-funktionerna, som manus, produktion, regi och foto. Många av filmerna är inspelade i bergen kring Gardasjön. Hans första långfilm Il pianeta azzurro från 1981 skildrar årstidernas rytm, Nostos: Il ritorno från 1990 är en omtolkning av Odysseusmyten, Voci nel tempo från 1996 handlar om hur tidens lopp orsakar sår och Al primo soffio di vento från 2002 skildrar en sommardag hos en familj i Brescia.

## Filmografi
- Uccellanda (1953) - kortfilm
- Ambulatorio (1954) - kortfilm
- Incidente (1955) - kortfilm
- Le stagioni (1961) - kortfilm
- Domenica sera (1962) - kortfilm
- Emigrati (1963) - kortfilm
- Evasi (1964) - kortfilm
- Il pianeta azzurro (1981)
- Lucidi inganni (1986) - kortfilm
- Il parco del Mincio (1987) - kortfilm
- Nostos: Il ritorno (1990)
- Voci nel tempo (1996)
- Al primo soffio di vento (2002)
- Affettuosa presenza (2004)